# WindStation
WindStation ist eine Windenergie-Software, mit der mit Hilfe von numerischer Strömungsmechanik (CFD) Ertragsbewertungen für komplexes Gelände durchgeführt werden können. Die physikalische Grundlage und die numerische Implementierung sind bei Gameiro Lopes und im offiziellen Handbuch zur Software beschrieben.
Als Eingangsdaten benötigt WindStation Gelände- und Rauigkeitsdaten im Rasterformat sowie Windmessungen und Informationen zur atmosphärischen Stabilität. Es werden nichtlineare fluiddynamische Gleichungen inklusive Berücksichtigung der Corioliskraft gelöst.
Durch das implementierte Nesting-Verfahren kann der Nutzer die Simulation mit Mess- oder Mesoskalendaten antreiben. Das Simulationsgebiet und das Rechengitter können über Funktionen, wie die Ausrichtung entsprechend der Strömungsrichtung, flexibel gewählt werden.
WindStation kann zur Bestimmung des Energieertrages in komplexem Gelände und zur Bewertung der Rentabilität eines Windparks verwendet werden. Hierzu werden mit einem Windmessmast erfasste Daten oder Reanalysedaten sowie Gelände- und Rauhigkeitsdaten verwendet. Die Software kann außerdem zur Erfassung der Strömungsverhältnisse zwischen Gebäuden in Städten herangezogen werden. Zusätzlich ist WindStation für Analysen in den Bereichen Stadklima und Ausbreitungsrechnungen zur Luftreinhaltung geeignet. Die implementierte Stapelverarbeitung ermöglicht die Bearbeitung und Durchführung von mehreren Projekten gleichzeitig. Durch die Simulation von unterschiedlichen Strömungssimulationen können Windklimatologien erstellt werden. Im Postprocessing werden Visualisierungen erstellt und unterschiedliche Dateiformate exportiert.
WindStation wurde ursprünglich zur Vorhersage der Ausbreitung von Waldbränden entwickelt.
Die Software kann von den Herstellern von Windkraftanlagen, Projektierern und Betreibern von Windparks sowie Beratungsfirmen eingesetzt werden.
Eine kostenlose Testversion der Software kann inklusiver aller Funktionen und Programmmodule online angefragt werden.

## Funktionen
Funktionen der Software WindStation sind:
- Lösung der nichtlinearen Navier-Stokes Gleichungen
- Lösung der Energieerhaltungsgleichung
- Vier Turbulenzmodelle zur Parametrisierung der Generierung und Dissipation der turbulent kinetischen Energie
- Berechnung von Klimatologien
- Simulation des Windfeldes für ein grob aufgelöstes Simulationsgebiet vorab (Nesting)
- Verschiedene meteorologische Eingangsdatensätze
- Berücksichtigung der atmosphärischen Schichtung (labil, neutral, stabil)
- Waldmodell
- Corioliskraft
- Import von Gebäuden und anderen Hindernissen
- Richtungsabhängige Windscherung an der Position von jeder Windenergieanlage
- Vier Modelle zur Simulation der Nachlaufeffekte und Berechnung der Windparkverluste[8]
- Berechnung des jährlichen Ertrages eines Windparks mit und ohne Nachlaufeffekte
- Verschiedene Dateiformate für Datenexport
- Graphische Benutzeroberfläche (GUI)

## Numerische Implementierung
WindStation löst die Gleichungen für Bewegung (Navier-Stokes), Kontinuität, Energie und Turbulenz unter Verwendung eines Kontrollvolumenansatzes und eines geländefolgenden Rechnegitters. Die zugrundeliegende Methode basiert auf dem Algorithmus SIMPLEC, der auf ein kolloziiertes Gitter angewendet wird. Die Gleichung zur Druckkorrektur wird mit einer Multigrid-Methode gelöst, um eine schnellere Konvergenz zu erreichen.

## Validierung und Fallstudien
WindStation wurde mit Hilfe von Windmessungen an realen Windparkstandorten validiert.
Außerdem wurde die Software mit verschiedenen bekannten Fallstudien wie z. B. dem Bolundexeperiment validiert. Die Parkmodelle wurden in getestet und validiert. 

## Betrieb und Funktionalität
- Benutzerfreundliches Desktop-CFD mit graphischer Implementierung
- Betrieb mit Offline-Inselsystemen möglich
- Alle CPU-Kerne stehen ohne zusätzliche Kosten zur Verfügung.[2]

## Graphische Benutzeroberfläche (GUI)
WindStation verfügt über eine graphische Benutzeroberfläche bestehend aus einem Hauptmenü für die graphische Darstellung der Gelände- und Rauhigkeitsdaten sowie der Positionen der Windenergieanlagen und Eingangsklimatologien. Details zu den wichtigsten Simulationsparametern werden in ausklappbaren Fenstern zusammengefasst. Menüs zu den numerischen Parametern, den atmosphärischen Randbedingungen sowie den übrigen Eingangsdaten können über das Softwaremenü oder Icons bedient werden.

## Kompatibilität mit anderer Software
WindStation unterstützt Dateiformate, die mit WindPRO, WAsP and ArcGIS kompatibel sind.
Folgenden Exportformate existieren:
*.tab, *.asc, *.txt, *.grd, *.xls,*.pow,*.out
Folgende Importformate existieren:
*.tab, *.asc, *.txt,*.xls,*.pow, *.trb,*.out

## Sprache
WindStation ist auf Englisch und Deutsch verfügbar. Portugiesisch, Spanisch and Französisch werden momentan implementiert.

## Systemvoraussetzungen
- WindStation ist eine proprietäre Software für Windows. Es wurde für Windows 7 bis Windows 10 implementiert und getestet. Es läuft außerdem unter Windows XP. Mit Hilfe der Software CrossOver ist auch die Verwendung unter macOS möglich.
- Prozessor: Intel Core i3
- RAM: 4 GB
- Graphikkarte: intel on-board 32 MB
- Festplattenspeicher: 200 GB (für Simulationsergebnisse)[4]

## Weiterführende Artikel
- Numerische Strömungsmechanik
- Windenergie
- Windpark